# 회절 한계

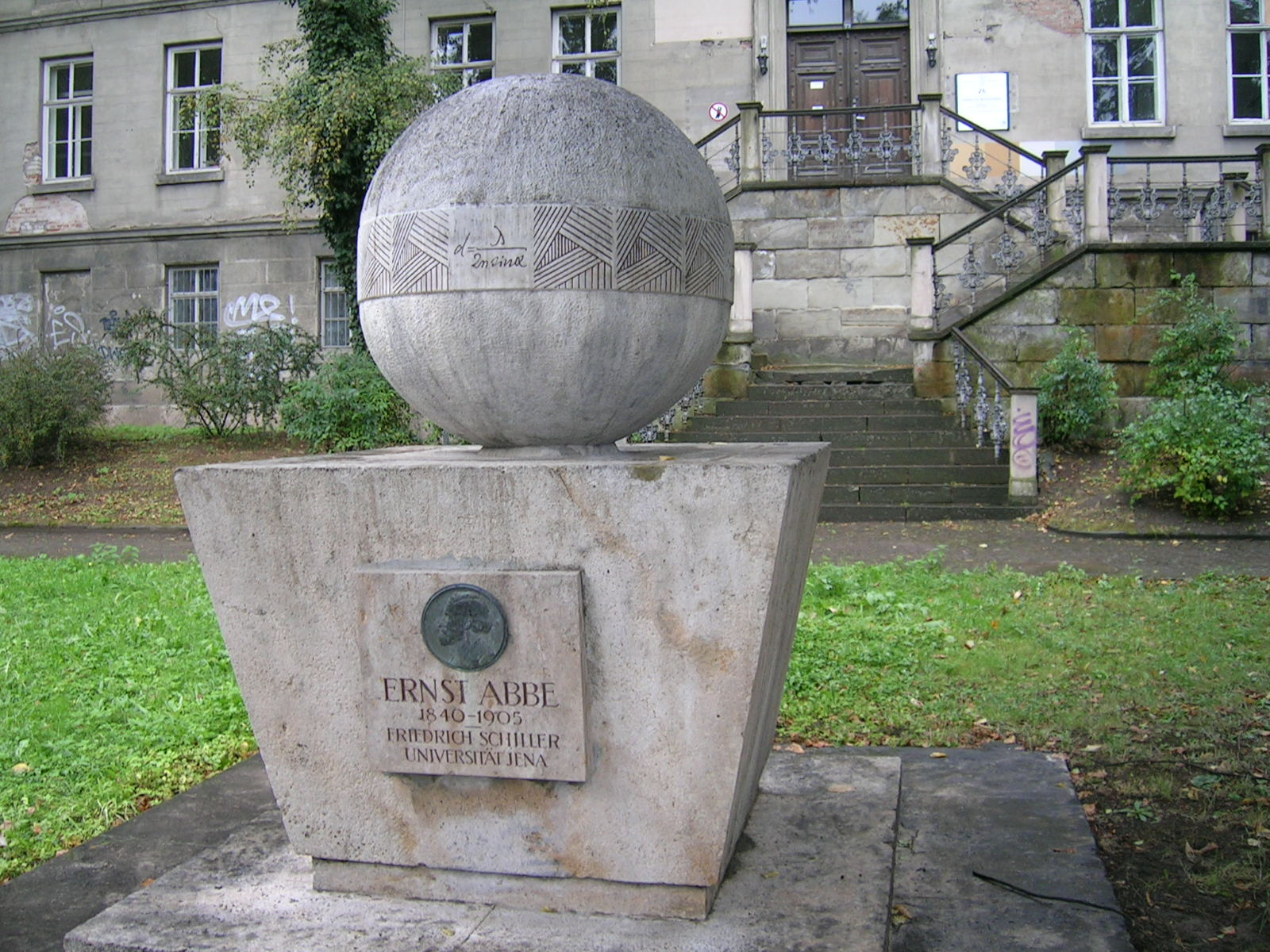
현미경의 회절 한계를 다음과 같이 추정한 에른스트 카를 아베를 기리는 기념비, 여기서 d는 분해 가능한 구조의 크기, λ는 빛의 파장, n 은 화상이 형성되고 있는 매체의 굴절률, θ (비문에서는 α 로 표시되어 있다)는 광학 대물렌즈에 의하여 만들어지는 각도의 반으로 개구수를 나타낸다.

여러 가지 광학기기가 표시되어 있으며 회절 한계에서 다양한 광 파장에 대한 개구 직경 대 각도 분해능의 관계를 나타내는 로그-로그 도표. 예를 들어, 파란색 별표는 허블 우주 망원경이 0.1 각초에서 거의 가시 스펙트럼의 회절 한계에 있음을 보여 주고, 빨간색 원은 인간의 눈의 해상도가 실제로는 60 각초에 불과하지만 이론상 20 각초의 분해능을 가져야 하는 것을 보여준다.

현미경, 망원경 또는 카메라와 같은 광학 시스템의 해상도는 렌즈의 불완전성 또는 오정렬과 같은 요인에 의해 제한될 수도 있지만 그 해상도에는 회절의 물리학에 의한 근본적인 한계가 존재한다. 광학 기기의 이론적 한계의 분해능 성능을 갖는 광학 시스템을 회절 한계에 있다고 한다.
망원경 기기의 회절 한계 각 분해능은 관찰되는 빛의 파장에 비례하고 대물렌즈의 입사 개구의 구경에 반비례한다. 원형의 개구가 있는 망원경의 경우 회절 한계에 있는 이미지에서 가장 작은 특징의 크기는 에어리 원반의 크기이다. 망원경 렌즈의 개구의 크기가 작아질수록 회절은 비례하여 증가한다. f/22와 같은 작은 개구에서 대부분의 최신 렌즈는 회절에 의해서만 제한되고 수차 또는 기타 구조적 결함에 의해 제한되지 않는다.
현미경 기기의 경우 회절 한계 공간 분해능은 빛의 파장과, 대물렌즈 또는 대물 조명원 중의 작은 개구수에 비례한다.
천문학에서 회절 한계 관측은 사용된 장비의 크기에서 이론적으로 이상적인 대물렌즈의 분해능을 달성하는 관측이다. 그러나 대부분의 지상 관측은 대기 효과에 의하여 시상이 제한된다. 지구에 있는 광학 망원경은 수 킬로미터의 난기류 대기를 통과하는 빛으로 인해 왜곡이 발생하기 때문에 회절 한계보다 훨씬 낮은 해상도로 작동한다. 첨단 관측소에서는 적응 광학 기술을 사용하기 시작하여 희미한 목표물에 대한 이미지 해상도가 향상되었지만 적응 광학을 사용하여 회절 한계에 도달하는 것은 여전히 어렵다.
전파 망원경은 사용하는 파장(밀리미터에서 미터까지)이 충분히 길어서 대기 왜곡을 무시할 수 있기 때문에 회절 한계에 있는 경우가 많다. 우주 기반 망원경(예: 허블 또는 다수의 비광학 망원경)은 설계에 광학 수차가 없는 경우 항상 회절 한계에서 작동한다.
거의 이상적인 빔 전파 특성을 가지는 레이저의 빔은 회절 한계에 있는 것으로 설명될 수 있다. 회절 한계 광학계를 통과한 회절 한계 레이저 빔은 회절 한계 상태를 유지하고 레이저 파장에서 광학계의 해상도와 본질적으로 동일한 공간 또는 각도 해상도를 갖는다.

## 회절 한계 계산

### 현미경의 아베 회절 한계
현미경으로 파장 이하의 구조를 관찰하는 것은 아베 회절 한계 때문에 어렵다. 에른스트 아베는 1873년에 파장 λ 인 빛이 굴절률이 n 인 매질에서 전파하여 {\displaystyle \theta }의 반각을 갖는 점으로 수렴하는 경우, 다음과 같은 최소 분해 거리를 갖는다는 사실을 발견했다.
{\displaystyle d={\frac {\lambda }{2n\sin \theta }}={\frac {\lambda }{2\mathrm {NA} }}}
분모의 {\displaystyle n\sin \theta } 부분은 개구수 (NA)라고 하며 현대 광학에서 약 1.4–1.6에 도달할 수 있으므로 아베 한계는 d = λ /2.8이 된다. 파장이 500 nm 정도의 녹색 광원을 생각하면, 아베 한계는 대략 d = λ/2 = 250 nm(0.25μm)가 되는데, 이는 대부분의 생물학적 세포(1μm~100μm)에 비해 작지만 바이러스(100nm), 단백질(10 nm) 및 덜 복잡한 분자(1 nm)보다는 크다. 해상도를 높이기 위해 UV 및 X선 현미경과 같은 더 짧은 파장을 사용할 수 있다. 이러한 기술은 더 나은 해상도를 제공하지만 비용이 많이 들고 생물학적 시료의 대비가 부족하고 시료를 손상시킬 수 있다.

### 디지털 사진술
디지털 카메라에서 회절 효과는 일반 픽셀 격자의 효과와 상호 작용한다. 광학 시스템의 여러 부분의 결합 효과는 점확산 함수(Point Spread Function, PSF)의 합성곱에 의해 결정된다. 회절 한계 렌즈의 점 확산 함수는 단순히 에어리 디스크이다. 카메라의 점 확산 함수는 기기 응답 함수(Instrument Response Function, IRF)라고도 하는데, 픽셀 피치와 동일한 너비를 갖는 직사각형 함수로 근사할 수 있다. Fliegel은 이미지 센서의 변조 전달 함수(PSF에서 파생)에 대한 보다 완전한 유도를 제공하였다. 정확한 기기 응답 기능이 무엇이든, 이는 렌즈의 f-넘버와 크게 독립적이다. 따라서 다른 f-넘버에서 카메라는 다음과 같이 세 가지 다른 영역에서 작동할 수 있다.
1. IRF의 확산이 회절 PSF의 확산에 비하여 작은 경우, 이 경우 시스템은 본질적으로 회절 제한적이라고 할 수 있다(렌즈 자체가 회절 한계에 있는 한).
2. 회절 PSF의 확산이 IRF에 대해 작은 경우, 이 경우 시스템은 기기 제한이 된다.
3. PSF와 IRF의 확산이 비슷한 경우, 둘 다 시스템의 사용 가능한 해상도에 영향을 미친다.

회전 제한 PSF의 확산은 에어리 디스크의 첫 번째 널(null)의 직경으로 근사화할 수 있다.
{\displaystyle d/2=1.22\lambda N,\,}
여기서 λ는 빛의 파장이고 N 은 이미징 광학 장치의  f-수이다. f/8 및 녹색광(0.5 μm 파장)에 대하여, d = 9.76 μm이다. 이것은 대부분의 상용 '풀 프레임'(43mm 센서 대각선) 카메라의 픽셀 크기와 유사하므로 f-넘버가 약 8인 경우 영역 3에서 작동한다(8보다 더 작은 f-넘버에서 회절 제한에 가까운 렌즈는 거의 없다). 더 작은 센서를 가진 카메라는 더 작은 픽셀을 가지는 경향이 있지만 이러한 렌즈는 더 작은 f-값에서 사용하도록 설계될 것이어서 렌즈가 회절 제한이 있는 f-값에 대해 체제 3에서 작동할 가능성이 높다.

## 더 높은 해상도의 획득
회절 제한 광학 장치를 사용하여 허용되는 것보다 더 높은 해상도를 갖는 것처럼 보이는 화상을 생성하는 기술이 있다. 이러한 기술은 해상도의 일부 측면을 개선하지만 일반적으로 비용과 복잡성이 엄청나게 증가한다. 일반적으로 이 기술은 아래에 설명된 몇 가지 일반적인 접근 방식과 함께 이미징 문제의 작은 하위 집합에만 적합하다.

### 개구수의 향상
측면 조명에 의하면 현미경의 효과적인 해상도를 향상시킬 수 있다.
명시야 또는 차동 간섭 대비와 같은 기존 현미경에서는 콘덴서를 사용하여 이를 달성한다. 공간적으로 결맞지 않는(incoherent) 조건에서 이미지는 콘덴서의 각 지점에서 조명된 이미지의 합성으로 이해되는데, 각각은 대상 공간 주파수의 다른 부분을 포괄한다. 이것은 기껏해야 2배까지 해상도를 효과적으로 향상시킨다.
모든 각도에서 동시에 조명(완전히 열린 콘덴서)은 간섭계 대비를 낮춘다. 기존 현미경에서 최대 분해능(완전히 열린 콘덴서, NA = 1)은 거의 사용되지 않는다. 또한 부분적으로 결맞는 조건에서 기록된 이미지는 종종 물체의 산란 가능성과 비선형적이다. 특히 비자발광(비형광) 물체를 볼 때 그렇다. 대비를 높이고 때로는 시스템을 선형화하기 위해 기존의 현미경( 구조 조명 포함 )은 알려진 조명 매개변수로 이미지 시퀀스를 획득하여 콘덴서 조명을 합성한다. 일반적으로 이러한 이미지는 완전히 닫힌 콘덴서(거의 사용되지 않음)를 사용할 때와 비교할 때 물체의 공간 주파수의 더 큰 부분을 차지하는 데이터로 단일 이미지를 형성하도록 합성된다.
또 다른 기술인 4 Pi 현미경은 두 개의 마주보는 대물렌즈를 사용하여 전방 및 후방 산란광을 수집하여 효과적인 개구수를 두 배로 하여 회절 한계를 효과적으로 반으로 줄인다. 비간섭성 또는 구조적 조명의 조합과 전방 및 후방 산란광을 모두 수집하여 투명 샘플을 이미징할 때 완전한 산란 구를 이미징할 수 있다.
지역화에 의존하는 방법과 달리 이러한 시스템은 실제로 기존 방법에 비해 상당한 해상도 향상을 제공할 수 있지만 조명(응축기) 및 수집 광학(대물렌즈)의 회절 한계에 의해 여전히 제한된다.

### 근거리 장 기술
회절한계는 감쇠장이 검출기에 도달하지 않는다고 가정하므로 원거리 필드에서만 유효하다. 이미지 평면에서 ≈1 파장 미만의 빛을 작동하는 다양한 근거리 장 기술에 의하여 상당히 높은 해상도를 얻을 수 있다. 이러한 기술은 회절 한계를 초과하는 정보가 소멸 필드에 회절 한계를 능가하는 매우 높은 해상도의 이미지를 구성하는 데 사용할 수 있는 정보가 포함되어 있다는 사실을 이용하여, 특정 이미징 시스템이 근거리장 신호를 얼마나 잘 감지할 수 있는지에 비례하는 만큼 원칙적으로 회적한계를 능가한다. 산란광 이미징을 위하여, 원자간력 현미경 시스템 위에 구축된 근거리 주사 광학 현미경 및 Nano-FTIR 과 같은 장비를 사용하여 최대 10-50nm 해상도를 달성할 수 있다. 이러한 장비로 기록된 데이터는 종종 각 이미지에 대한 광학 역 문제를 근본적으로 해결하기 위해 상당한 처리가 필요하다.
메타물질 기반의 슈퍼렌즈는 대물렌즈를 물체에 매우 가깝게(일반적으로 수백 나노미터) 배치하여 회절 한계보다 더 나은 해상도로 이미지를 생성할 수 있다.
형광현미경에서 여기와 방출은 일반적으로 다른 파장에 있다. 내부 전반사 형광 현미경에서 커버 유리 바로 위에 위치한 샘플의 얇은 부분은 소멸장으로 여기되고 기존의 회절 한계의 대물렌즈로 기록되어 축방향 분해능이 향상된다.
그러나 이러한 기술에서는 1 파장을 초과하여 이미지화할 수 없기 때문에 1파장보다 두꺼운 물체를 이미지화하는 데 사용할 수 없어 적용이 제한된다.

### 원거리 장 기술
원거리 이미징 기술은 조명 파장에 비해 크지만 미세 구조를 포함하는 이미징 대상에 가장 바람직하다. 여기에는 세포가 여러 파장에 걸쳐 있지만 분자 규모까지 구조를 포함하는 거의 모든 생물학적 응용이 포함된다. 최근 몇 년 동안 몇 가지 기술이 거시적 거리에서 하위 회절 제한 이미징이 가능함을 보여주었다. 이러한 기술은 일반적으로 재료의 반사광에서 광학적 비선형성을 활용하여 회절 한계를 넘는 해상도를 생성한다.
이러한 기술 중 STED 현미경은 가장 성공적인 기술 중 하나이다. STED에서는 다중 레이저 빔을 사용하여 먼저 여기시킨 다음 형광 염료를 퀜칭한다. 더 많은 빛을 추가하면 이미지가 덜 밝아지는 퀜칭 프로세스로 인한 조명에 대한 비선형 응답은 염료 분자의 위치에 대한 하위 회절 제한 정보를 생성하여 높은 조명 강도가 사용되는 경우 회절 한계를 훨씬 초과하는 해상도를 허용한다.

## 레이저 빔
레이저 빔의 초점을 맞추거나 시준(collimating)할 때의 한계는 현미경이나 망원경으로 촬영할 때의 한계와 매우 유사하다. 유일한 차이점은 레이저 빔은 일반적으로 가장자리가 부드러운 빔이라는 것이다. 이러한 광 분포의 불균일성은 이미징에 익숙한 1.22 값과 약간 다른 계수로 이어진다. 그러나 스케일링은 정확히 동일하다.
레이저 빔의 빔 품질은 전파가 동일한 파장에서 이상적인 가우스 빔과 얼마나 잘 일치하는지에 따라 결정된다. 빔 품질 계수 M 제곱 (M 2 )은 허리 부위에서 빔의 크기와, 허리로부터 먼거리에서의 발산을 측정하고, 이 둘을 곱하여 빔 매개변수 곱으로 알려진 값을 구한다.  이러한 측정된 빔 매개변수 곱과 이상적인 빔 매개변수 곱의 비율은 M 2 로 정의되어 M 2 =1이 이상적인 빔을 나타낸다. 빔의 M 2 값은 회절 제한 광학 장치에 의해 변환될 때 보존된다.
많은 저출력 및 중간 출력 레이저의 출력은 1.2 이하의 M2 값을 가지므로 실질적으로 회절 한계이다.

## 기타 파동
레이더 및 사람의 귀와 같은 다른 파동 기반 센서에도 동일한 방정식이 적용된다.
광파(즉, 광자)와 대조적으로, 질량이 큰 입자는 양자 역학적 파장과 에너지 사이에 다른 관계를 가진다. 이 관계는 유효 "드브로이" 파장이 입자의 운동량에 반비례함을 나타낸다. 예를 들어, 에너지가 10 keV인 입자의 파장은 0.01 nm이므로, 전자 현미경( SEM 또는 TEM )으로 고해상도 이미지를 얻을 수 있다. 헬륨, 네온 및 갈륨 이온과 같은 다른 거대한 입자는 가시광선으로 얻을 수 있는 것 이상의 해상도로 이미지를 생성하는 데 사용되었다. 이러한 장비는 시스템 복잡성을 희생시키면서 나노미터 규모의 이미징, 분석 및 제조 기능을 제공한다.

## 같이 보기
- 레일리 기준